# 莒共公
莒共公（？—？），己姓，名庚舆，為春秋諸侯國莒国君主之一，子爵，是莒國第19任君主。在位9年。 鲁昭公十四年（前528年）秋八月，莒著丘公卒，莒郊公不悲伤。国人不高兴，想立著丘公的弟弟庚舆为君。蒲余侯兹夫讨厌公子意恢而喜欢庚舆，郊公讨厌公子铎而喜欢意恢。公子铎和蒲余侯合谋，在十二月，蒲余侯杀公子意恢，莒郊公逃到齐国。公子铎到齐国迎接庚舆。鲁昭公十九年（前523年），齐国大夫高發伐莒，莒共公逃到纪国。鲁昭公二十三年（前519年），莒共公庚舆暴虐好铸剑，拿人来试剑锋利与否。国人反对他，到齐国请郊公狂回国，大夫烏存率國人逐莒共公庚舆，莒共公庚舆逃到鲁国。
| 前任： 莒郊公 | 春秋莒国君主 前528年—前519年 | 繼任： 莒郊公 |